# Kieler Brücke
Die Kieler Brücke überbrückt bei km 10,63 den Berlin-Spandauer Schifffahrtskanal und verbindet am südöstlichen Ende des Berliner Nordhafens den Berliner Ortsteil Moabit im ehemals West-Berliner Bezirk Tiergarten mit Mitte im ehemals Ost-Berliner Bezirk Mitte.
Die im Jahr 1883 erbaute Vorgängerbrücke wurde im Zweiten Weltkrieg beschädigt. Bis zum Mauerbau war die Kieler Brücke nutzbar, wurde dann aber gesperrt. Ende der 1960er Jahre wurde die Kieler Brücke im Rahmen von Grenzsicherungsmaßnahmen abgebaut.
In den 1980er Jahren plante der West-Berliner Senat, einen Spazierweg rund um den Nordhafen anzulegen und erwarb hierzu 1988 von der DDR das östliche Ufergelände. Die damals begonnenen Wiederaufbauplanungen für die Kieler Brücke wurden aber erst 1994 umgesetzt.
Der Neubau ist eine Bogenbrücke in Stahl mit unten liegender Gehbahn. Die Masse des Stahls beträgt circa 42 Tonnen. Sie ist nur für Fußgänger und Radfahrer passierbar. Die Brücke wurde am 21. November 1994 über den Berlin-Spandauer Schifffahrtskanal gelegt und Ende 1994 eröffnet. Sie besitzt eine lichte Durchfahrtshöhe von 4,88 m (rechts und links) bis 4,98 m (Mitte) über dem Kanal bei einer Durchfahrtsbreite von 27,97 m. Die Brücke selbst ist 45,61 m lang, 2,80 m breit und mit Holzbohlen ausgelegt.